# Plateau de La Courtine

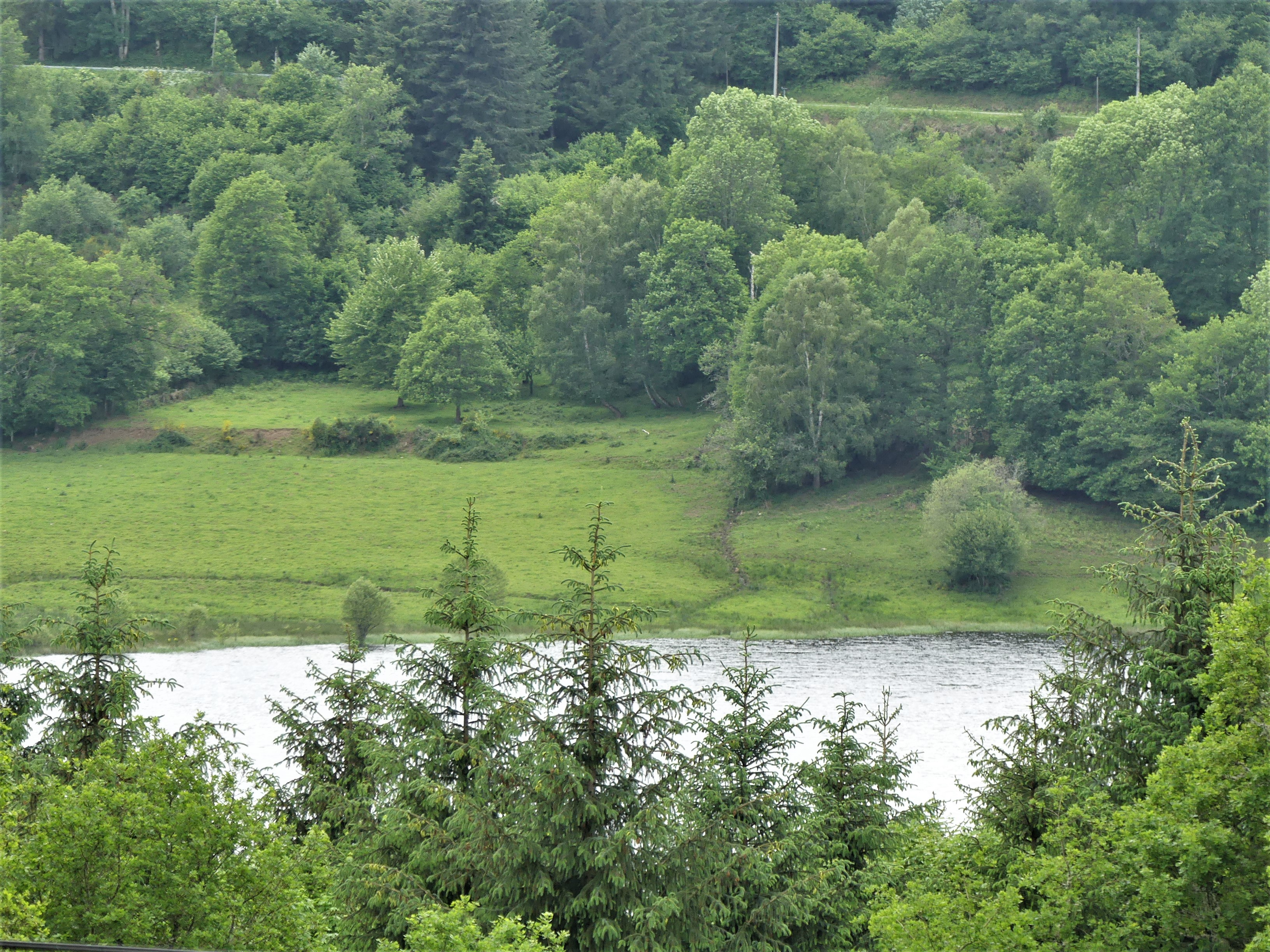
La retenue de la Rozeille, à Beissat.

Le plateau de La Courtine est un plateau forestier, situé en France, dans le Massif central, à cheval sur le sud-est du département de la Creuse et le nord-est du département de la Corrèze, en région Nouvelle-Aquitaine.
Séparé du plateau de Millevaches, à l'ouest, par la haute vallée de la Creuse, il constitue un des éléments constitutifs de la Montagne limousine. Il tient son nom de la commune de La Courtine, la plus peuplée du secteur.

## Géographie

### Description
D'une altitude moyenne de 700 à 900 mètres, il culmine à 936 mètres au puy des Chaires, sur la commune de Saint-Martial-le-Vieux, en Creuse, dont c'est le point culminant.
Maillon de la Montagne limousine, intégré en grande partie au parc naturel régional de Millevaches en Limousin, il est pour autant sur le plan géographique indépendant du plateau de Millevaches, dont il est séparé par la vallée de la Creuse au nord-ouest et à l'ouest, puis la vallée de la Liège à l'ouest.
Il se prolonge au nord par une transition collinéenne, et se limite à l'est par la vallée du Chavanon, éléments qui forment les liens au plateau des Combrailles. Au sud, dans sa partie corrézienne, il se prolonge par le massif des Agriers, et domine les hauts plateaux corréziens qui le séparent de la vallée de la Dordogne.

### Paysages

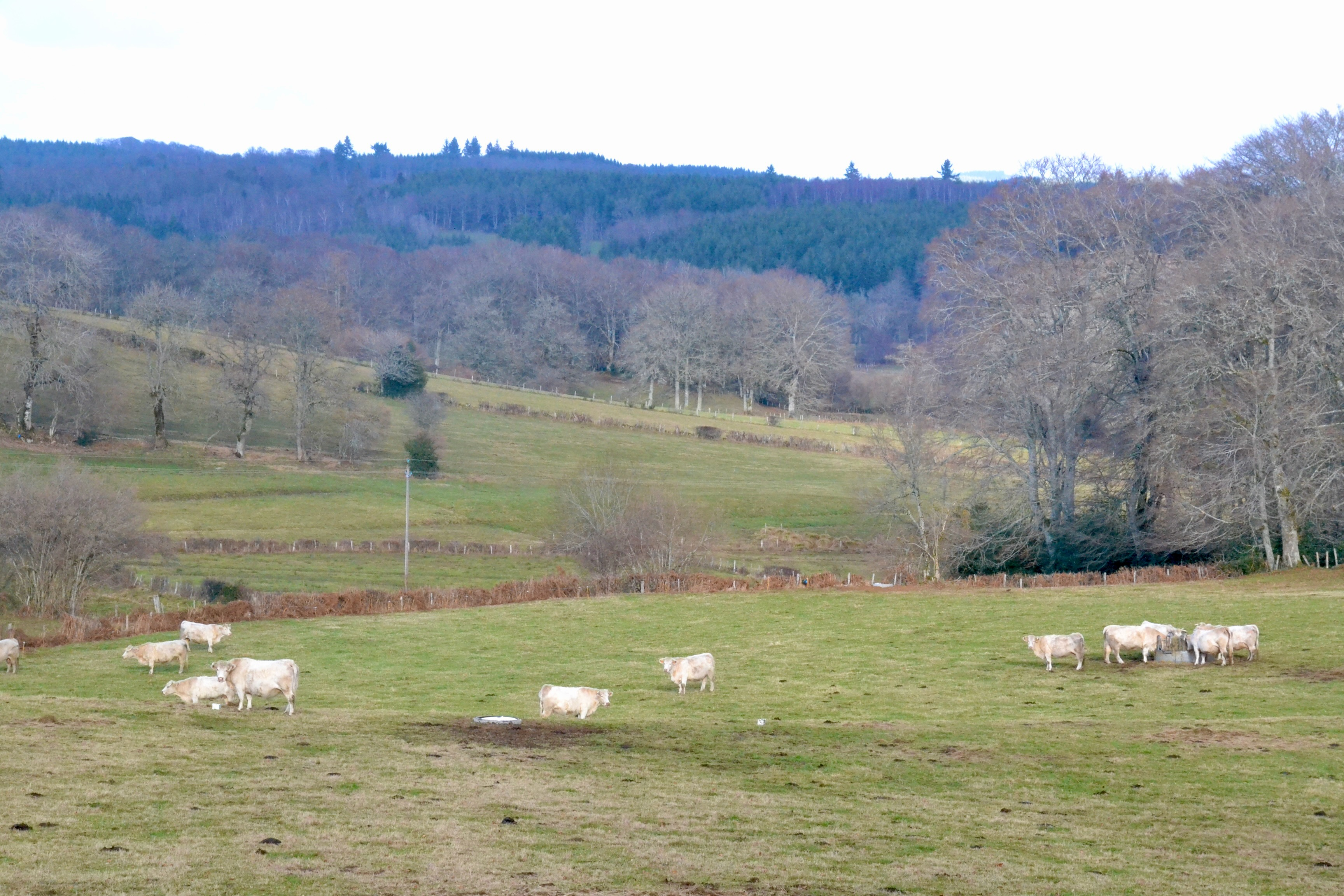
Paysage des abords du plateau, à Beissat.

Le plateau de La Courtine est dominé par la forêt, avec un taux de boisement supérieur à 50 %, avec des résineux en majorité.
La présence en son centre du camp militaire de la Courtine a un impact sur le paysage du plateau, marqué par l'existence de pare-feu tout le long du périmètre, pouvant atteindre plusieurs centaines de mètres de large.
Il existe quelques espaces de paysage plus ouvert, notamment sur la partie corrézienne du plateau, où le massif des Agriers dispose de quelques points de vue comme le puy du Vareyron, équipé d'une table d'orientation. D'autres belvédères sont accessibles, comme à la chapelle Saint-Michel, près de Saint-Agnant-près-Crocq.

## Activités
Surplombant la commune creusoise de La Courtine, qui lui a donné son nom, il est massivement occupé par le camp militaire de la Courtine.